# 我𠤩市
我𠤩市（越南语：／）是越南后江省下辖的一个省辖市，位于后江西岸。

## 名稱釋義
我𠤩，在《南圻六省地輿誌》中又作“七岐”，意為第七條河道。

## 地理
我𠤩市东接朔庄省，西和南接凤合县，北接周城县。

## 歷史
2005年7月26日，凤合县以凤合市镇、大城社、新城社1市镇2社和凤合社、新福兴社部分区域析置新合市社；撤销凤合市镇，以凤合市镇部分区域、凤合社部分区域和大城社部分区域析置我𠤩坊，凤合市镇部分区域、凤合社部分区域和新福兴社部分区域析置赖好坊，凤合市镇剩余区域、大城社部分区域和新福兴社部分区域析置合城坊，凤合社剩余区域改制为合利社。
2006年10月27日，新合市社更名为我𠤩市社。
2015年12月30日，我𠤩市社被评定为三级城市。
2020年1月10日，合利社改制为合利坊；我𠤩市社改制为我𠤩市。

## 行政區劃
我𠤩市下辖4坊2社，市人民委员会位于我𠤩坊。
- 合利坊（Phường Hiệp Lợi）
- 合城坊（Phường Hiệp Thành）
- 赖好坊（Phường Lái Hiếu）
- 我𠤩坊（Phường Ngã Bảy）
- 大城社（Xã Đại Thành）
- 新城社（Xã Tân Thành）